# Herb gminy Obrzycko
Herb gminy Obrzycko – symbol gminy Obrzycko.

## Wygląd i symbolika
Herb przedstawia na tarczy w polu czerwonym złote poroże jelenie, a wokół niego trzy czarne rogi myśliwskie ze złotymi okuciami z czarnymi paskami. Jest to nawiązanie do herbu miasta Obrzycko.